# Hendrik Hane
Hendrik Lennard Hane (* 18. September 2000 in Düsseldorf) ist ein deutscher Eishockeytorwart, der seit Juli 2024 bei den Iserlohn Roosters aus der Deutschen Eishockey Liga (DEL) unter Vertrag steht. Zuvor war Hane für die Düsseldorfer EG in der DEL aktiv.

## Karriere

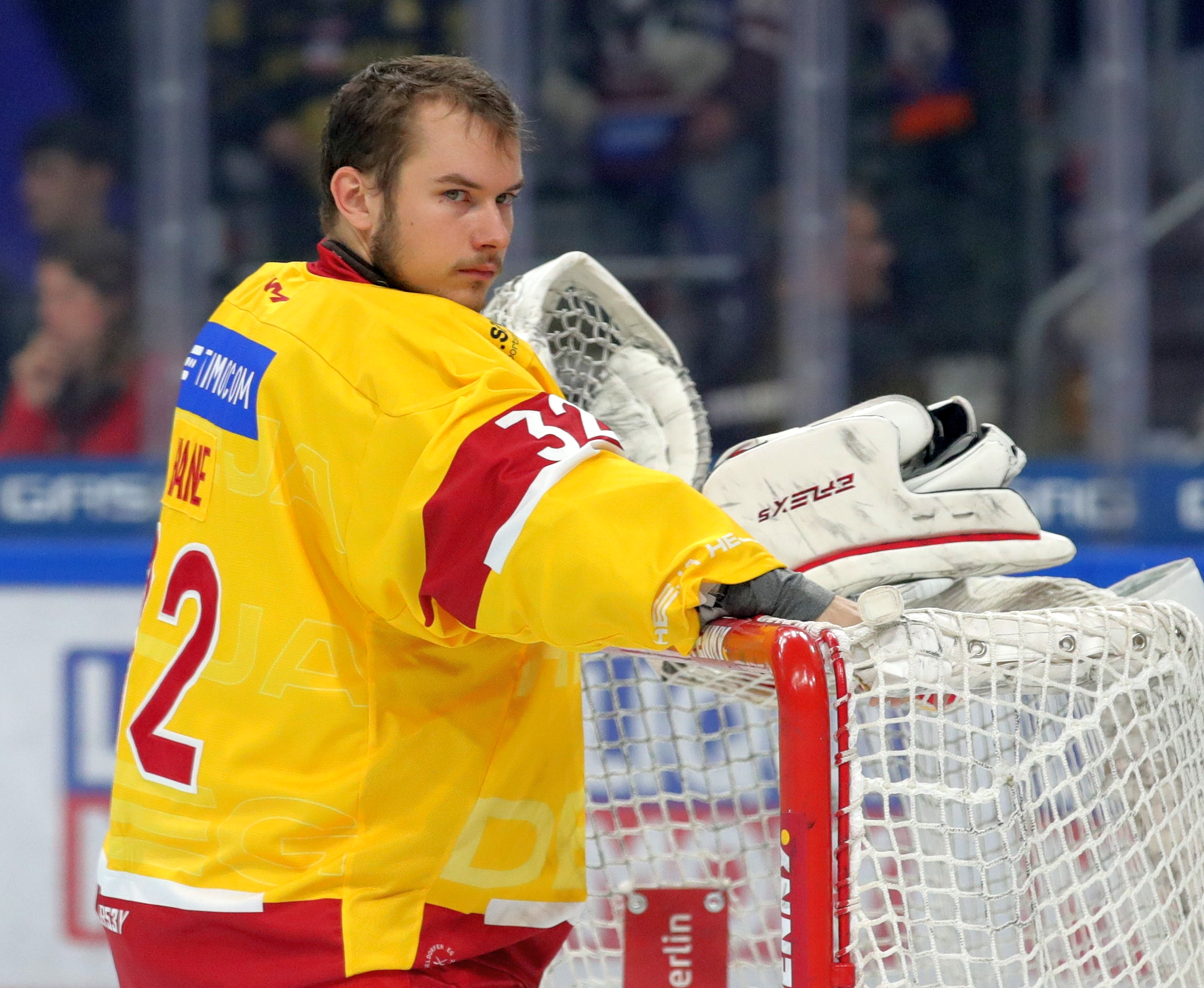
Hane als Spieler der Düsseldorfer EG (2022)

Hane, der in Düsseldorf geboren wurde, durchlief die Nachwuchsabteilung der Düsseldorfer EG und spielte dort unter anderem für die verschiedenen U-Mannschaften in der Schüler-Bundesliga und Deutschen Nachwuchsliga (DNL). Zumeist bildete er ein Torhüterduo mit dem gleichalten Nils Kapteinat. In der Saison 2018/19 – seiner letzten Spielzeit bei den Junioren – kam Hane mit einer Förderlizenz beim EC Bad Nauheim in der DEL2 zu seinen ersten Profieinsätzen. Während er sich in Düsseldorf nicht gegen die erfahreneren Konkurrenten durchsetzen konnte, kam er in Bad Nauheim hinter Stammkraft Felix Bick zu 13 Spielen.
Vor der Saison 2019/20 wurde Hane als zweiter Torhüter des Kaders hinter Stammtorwart Mathias Niederberger bestimmt. Er bestritt in der Spielzeit seine ersten sieben Einsätze in der Deutschen Eishockey Liga (DEL). Sporadisch stand er auch im Tor Moskitos Essen in der drittklassigen Eishockey-Oberliga, um weitere Erfahrungen im Profibereich zu sammeln. Ab dem Spieljahr 2020/21 teilte sich das Talent die Aufgaben bei der DEG in den folgenden zwei Jahren mit der Neuverpflichtung Mirko Pantkowski. Durch die Verpflichtung des norwegischen Nationaltorhüters Henrik Haukeland im Sommer 2022 nahmen die Einsatzzeiten Hanes massiv ab. Während er an der Seite von Pantkowski 18 und 25 Begegnungen absolviert hatte, kam er im Duo mit Haukeland über denselben Zeitraum zu lediglich zwölf Spielen. Der Schlussmann erhielt daher erneut eine Förderlizenz und stand so parallel für die Krefeld Pinguine in der DEL2 zwischen den Pfosten. Nach der Saison 2023/24 verließ Hane seinen Ausbildungsverein nach zwölf Jahren und wechselte zum Ligakonkurrenten Iserlohn Roosters.

### International
Auf internationaler Ebene kam Hane bereits ab der Spielzeit 2015/16 für die Juniorennationalmannschaften des Deutschen Eishockey-Bundes zu Einsätzen. Sein erstes großes Turnier absolvierte der Torwart als Ersatzmann mit der U20-Junioren-Weltmeisterschaft der Division IA 2018. Hinter Mirko Pantkowski blieb er aber ohne Einsatzminuten. Im folgenden Jahr war er bei der U20-Junioren-Weltmeisterschaft der Division IA 2019 dann Stammtorhüter und führte die deutschen U20-Junioren zum Wiederaufstieg in die Top-Division. Am Ende des Wettbewerbs wies er sowohl die höchste Fangquote als auch den geringsten Gegentorschnitt unter allen Torhütern auf. Folglich wurde er auf seiner Position als bester Spieler ausgezeichnet. Im folgenden Jahr bestritt Hane mit der U20-Junioren-Weltmeisterschaft 2020 seine dritte Weltmeisterschaft in dieser Altersklasse.
Im Rahmen des Deutschland Cup 2020 wurde Hane in den Kader des deutschen U25-Perspektivteams für die Olympischen Winterspiele 2022 unter dem Namen Top Team Peking berufen. Sein Debüt in der A-Nationalmannschaft gab der Torwart im April 2021, als er von Bundestrainer Toni Söderholm in der Vorbereitung auf die Weltmeisterschaft 2021 zu einem 30-minütigen Einsatz gegen die Slowakei kam. In der Folge wurde er für den Deutschland Cup 2021 nominiert, wurde dort jedoch als nominell dritter Torwart nicht eingesetzt.

## Erfolge und Auszeichnungen
- 2019 Aufstieg in die Top-Division bei der U20-Junioren-Weltmeisterschaft der Division IA
- 2019 Bester Torwart der U20-Junioren-Weltmeisterschaft der Division IA
- 2019 Höchste Fangquote und geringster Gegentorschnitt bei der U20-Junioren-Weltmeisterschaft der Division IA

## Karrierestatistik

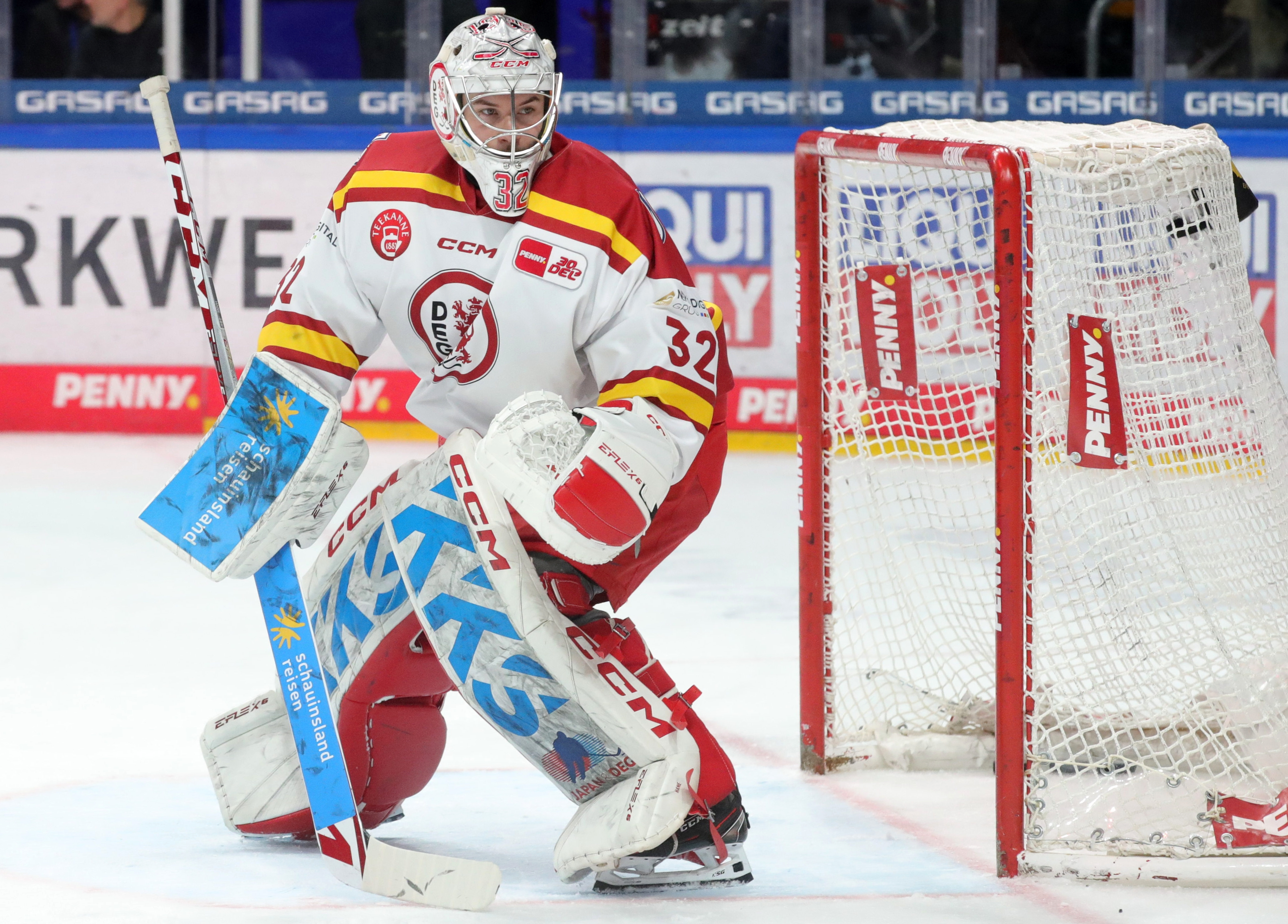
Hane im Tor der Düsseldorfer EG (2023)

Stand: Ende der Saison 2024/25

### International
Vertrat Deutschland bei:
- U20-Junioren-Weltmeisterschaft der Division IA 2018
- U20-Junioren-Weltmeisterschaft der Division IA 2019
- U20-Junioren-Weltmeisterschaft 2020

(Legende zur Torhüterstatistik: GP oder Sp = Spiele insgesamt; W oder S = Siege; L oder N = Niederlagen; T oder U oder OT = Unentschieden oder Overtime- bzw. Shootout-Niederlage; Min. = Minuten; SOG oder SaT = Schüsse aufs Tor; GA oder GT = Gegentore; SO = Shutouts; GAA oder GTS = Gegentorschnitt; Sv% oder SVS% = Fangquote; EN = Empty Net Goal; 1 Play-downs/Relegation; Kursiv: Statistik nicht vollständig)